# Нисам ја добровољни давалац суза
„Нисам ја добровољни давалац суза“ је други студијски албум српског поп певача Душана Свилара. Албум је, као и претходни, издат за Гранд продукцију, као и снимљен у Гранд студију. За разлику од првог албума, овај албум се одликује потпуним одсуством фолк и турбо фолк музике каква је типична за извођаче ове издавачке куће. Супротно томе, албум одише чистом поп музиком са разним другим елементима чак понегде и са елементима рок и џез музике. Због тога је од стране турбо фолк критичара албум оцењен веома лоше.

## Списак песама
На албуму се налазе следеће песме: